# Lygosoma guentheri
Lygosoma guentheri är en ödleart som beskrevs av  Peters 1879. Lygosoma guentheri ingår i släktet Lygosoma och familjen skinkar. Inga underarter finns listade i Catalogue of Life.